# Emerson Oronte
Emerson Oronte (Cohasset, 29 december 1990) is een Amerikaans wielrenner die anno 2022 rijdt voor Human Powered Health.

## Carrière
In 2015 werd Oronte tiende in het eindklassement van de Ronde van de Gila. Twee jaar later werd hij onder meer negende in de Winston-Salem Cycling Classic. Doordat zijn ploeg in 2018 een stap hogerop deed, werd Oronte dat jaar prof.

## Overwinningen
2015
San Dimas Stage Race

## Ploegen
- 2011 –  Jelly Belly Cycling
- 2012 –  Jelly Belly Cycling
- 2013 –  Jelly Belly p/b Kenda
- 2014 –  Optum p/b Kelly Benefit Strategies (vanaf 1-8)
- 2015 –  Team SmartStop (vanaf 24-5)
- 2016 –  Rally Cycling
- 2017 –  Rally Cycling
- 2018 –  Rally Cycling
- 2019 –  Rally Cycling
- 2020 –  Rally Cycling
- 2021 –  Rally Cycling
- 2022 –  Rally Cycling

Anderson · Anthony · Britton · Carpenter · Dal-Cin · de Vos · Ellsay · Huff · Huffman · Joyce · Magner · McNulty · Murphy · Oronte · Pate · Young